# San Vitores (Medio Cudeyo)
San Vitores es una localidad del municipio de Medio Cudeyo (Cantabria, España). En el año 2004 contaba con una población de 107 habitantes (INE). La localidad se encuentra a 108 metros de altitud sobre el nivel del mar, y a 3,2 kilómetros de la capital municipal, Valdecilla.
- Datos: Q6119772